# Frederick Wilfrid Lancaster
Frederick Wilfrid („Wil“) Lancaster (* 4. September 1933 in Stanley, County Durham; † 25. August 2013 in Urbana, Illinois) war ein britisch-US-amerikanischer Bibliotheks- und Informationswissenschaftler.

## Leben
Lancaster wuchs in Großbritannien auf, studierte dort und war ab 1953 als Bibliothekar tätig, zunächst in Newcastle upon Tyne und ab 1957 in Birmingham. 1959 ging er in die USA nach Akron, Ohio und war in diesem Bundesstaat bis 1962 in verschiedenen Bibliotheken angestellt. Von 1965 bis 1968 war er Information Systems Specialist bei der National Library of Medicine (NLM) in Bethesda, Maryland und anschließend bis 1970 Direktor für Information Retrieval Services bei der Firma Westat Research Inc. in Bethesda. 1970 wechselte er an die Graduate School of Library Science der University of Illinois at Urbana-Champaign, wo er zunächst Associate Professor und ab September 1972 ordentlicher Professor war. 1992 wurde er emeritiert.
Lancaster leistete wichtige Beiträge zum Information Retrieval, zu bibliografischen Datenbanken und deren Online-Versionen sowie zur Automatisierung und Digitalisierung wissenschaftlicher Bibliotheken. Er publizierte sechzehn Monografien und Lehrbücher, von denen einige von der American Society for Information Science (ASIS, ab 2013 ASIS&T) ausgezeichnet wurden. Sein 1969 publizierter Aufsatz über die Bibliographische Medizindatenbank MEDLARS (Medical Literature Analysis and Retrieval System) wurde als „Best Paper“ des Jahres von der ASIS ausgezeichnet. Er war Herausgeber der Zeitschrift Library Trends.

## Schriften (Auswahl)
- F. W. Lancaster: Evaluation of the MEDLARS Demand Search Service. Report. U.S. Department of Health, Education, and Welfare: Public Health Service, 1968, S. 276.
- F. W. Lancaster: Toward Paperless Information Systems. Academic Press, 1978, S. 179.
- F. W. Lancaster: Information Retrieval Systems: Characteristics, Testing and Evaluation. 2. Auflage. J. Wiley, 1979, ISBN 978-0-471-04673-8.
- F. W. Lancaster: Libraries and Librarians in an Age of Electronics. 2. Auflage. Information Resources Press, Arlington, VA 1982, ISBN 978-0-87815-040-3, S. 229.
- Sharon L. Baker, F. W. Lancaster: The Measurement and Evaluation of Library Services. 2. Auflage. Information Resources Press, Arlington, VA 1991, ISBN 978-0-87815-061-8, S. 411.
- F. W. Lancaster, Amy J. Warner: Information Retrieval Today. Information Resources Press, Arlington, VA 1993, ISBN 978-0-87815-064-9, S. 341.
- F. W. Lancaster: Indexing and Abstracting in Theory and Practice. 2. Auflage. University of Illinois, Urbana-Champaign 1998, ISBN 978-0-87845-102-9, S. 412.
- F. W. Lancaster, Amy Warner: Intelligent Technologies in Library and Information Service Applications. Hrsg.: American Society for Information Science and Technology (= ASIST Monographs Series). Information Today, Inc., Medford, New Jersey 2001, ISBN 978-1-57387-103-7, S. 214.